# Iselin Nybø
Iselin Nybø (Randaberg, 14 maggio 1981) è una politica norvegese del Partito liberale, dal 2020 ministro del commercio e dell'industria  nel governo di Erna Solberg dopo essere stata dal 2018 al 2020 ministro della ricerca e dell'istruzione superiore.

## Biografia
Si è laurea presso l'Università di Bergen nel 2006. Ha lavorato dapprima come giurista nella Amministrazione fiscale norvegese dal 2006 al 2009, poi come avvocato in aziende private dal 2009 al 2013.
È stata membro del consiglio comunale di Randaberg dal 2003 al 2007 e membro del consiglio comunale di Stavanger nel 2009.  Dal 2010 al 2012 è stata a capo del Partito liberale nella sezione Rogaland.
Eletta al parlamento norvegese da Rogaland nel 2013, ha ricoperto la carica di ministro dell'istruzione dal 2018 al 2020 per poi essere nominata ministro del commercio e dell'industria.